# Drumlinområdet i Närke
Drumlinområdet på Närkeslätten ligger i skärningspunkten mellan tre kommuner, nämligen Hallsbergs kommun (Viby socken), Kumla kommun (Hardemo socken) och Lekebergs kommun (Hackvads, Edsbergs och Knista socken).
Drumlinerna är tydligast i området runt Hackvad.
Odlingslandskapet med dess fossila odlingsspår, herrgårdar och torpbebyggelse, radbyar samt byar med utskiftad bebyggelse, har av Länsstyrelsen klassats som kulturmiljö av riksintresse.